# Temporada 1986-1987 de la UE Figueres
La primera temporada de la UE Figueres a Segona Divisió A va arrencar amb la pretemporada, un stage que l'equip va realitzar durant dues setmanes a la ciutat francesa de Vichy. Durant la pretemporada, l'equip va guanyar els tornejos Costa Brava i de l'Estany, i el 25 d'agost es va estrenar el nou estadi, l'Estadi Municipal de Vilatenim, amb un partit amistós contra el FC Barcelona de Terry Venables, i que va acabar amb victòria local per 3 gols a 1. La lliga, formada per 18 equips, constava de dues fases: la lliga regular, i les fases d'ascens a Primera i de permanència de la categoria. A la lliga regular, el Figueres va acabar classificat en una discreta 15a posició, i a la lligueta de permanència (formada pels últims 6 equips), va quedar classificat 2n. Cap equip va descendir a Segona Divisió B perquè la LFP va decidir ampliar a 20 equips la Segona Divisió A per a la temporada següent.

## Fets destacats
1986
- 30 de juliol: el Figueres disputa el primer partit amistós de la pretemporada, a Montluçon, on guanya per 0 gols a 1.[5]
- 25 d'agost: inauguració de l'Estadi Municipal de Vilatenim, amb l'amistós del Figueres contra el FC Barcelona, que acaba amb victòria local per 3 gols a 1.[6]
- 30 d'agost: primera jornada de lliga, al camp del Reial Madrid Castella CF, amb empat a 1 gols.[7]
- 17 de setembre: El Figueres cau eliminat de la Copa del Rei en primera ronda al camp del Nàstic de Tarragona, per 6 gols a 2.[8]

1987
- 23 de febrer: el club destitueix l'entrenador, José Manuel Esnal Mané, després de 10 jornades sense guanyar, i el substitueix provisionalment el segon entrenador, Joan Santos.[9]
- 6 de març: el club fitxa l'entrenador Luis Cid Pérez Carriega fins a finals de temporada.[10]
- 5 d'abril: última jornada de la lliga regular, en la qual el Figueres empata a 1 gols a casa contra el CD Málaga.[11] El Figueres acaba en 15a posició, amb 29 punts: 9 victòries, 11 empats i 14 derrotes, 39 gols a favor i 40 en contra; ha de jugar la promoció de permanència per salvar la categoria.[3]
- 20 de juny: última jornada de la promoció de permanència, en la qual el Figueres cau derrotat per 4 gols a 1 al camp del Xerez CD.[12] L'equip acaba en 14a posició, amb 42 punts: 15 victòries, 12 empats i 17 derrotes, 59 gols a favor i 53 en contra; continua un any més a Segona Divisió A.[4]

## Plantilla
| Núm. | Pos. |                     | Jugador                                    | Procedència                 | Temporada |
| ---- | ---- | ------------------- | ------------------------------------------ | --------------------------- | --------- |
|      | POR  | Catalunya           | Francesc Boix Cubiña (Boix)                | CD Banyoles                 | 1978-1979 |
|      | POR  | Catalunya           | Joaquim Ferrer Sala (Ferrer)               | Real Murcia CF              | 1986-1987 |
|      | POR  | Catalunya           | Josep Maria Soldevila Teixidor (Soldevila) | CD Banyoles                 | 1986-1987 |
|      | DEF  | Catalunya           | Emili Giralt Castellà (Giralt)             | CD Banyoles                 | 1980-1981 |
|      | DEF  | Catalunya           | Pere Gratacós Boix (Gratacós)              | CA Osasuna                  | 1985-1986 |
|      | DEF  | Catalunya           | Francesc Guitart Sáez (Guitart)            | CE Sabadell FC              | 1985-1986 |
|      | DEF  | Catalunya           | Arturo Pérez Medina (Pérez)                | CF Lloret                   | 1985-1986 |
|      | DEF  | País Basc           | Patxi Bolaños Carcelén (Bolaños)           | Cadis CF                    | 1986-1987 |
|      | DEF  | Catalunya           | Jordi Codina Güell (Russet)                | CD Banyoles                 | 1986-1987 |
|      | DEF  | Catalunya           | Albert Valentín Escolano (Valentín)        | FC Barcelona B              | 1986-1987 |
|      | DEF  | Andalusia           | Francisco Valor Medina (Valor)             | FC Andorra                  | 1986-1987 |
|      | MIG  | Catalunya           | Josep Duran Pagès (Duran)                  | Girona FC                   | 1977-1978 |
|      | MIG  | Catalunya           | Josep Boada Vidal (Boada)                  | Girona FC                   | 1984-1985 |
|      | MIG  | Navarra             | Francisco Javier Bayona Ruiz (Bayona)      | CA Osasuna                  | 1985-1986 |
|      | MIG  | Andalusia           | Francisco Martínez Díaz (Martínez)         | Real Murcia CF              | 1985-1986 |
|      | DAV  | Comunitat de Madrid | Antonio Cuevas Escribano (Cuevas)          | Atlético de Madrid B        | 1985-1986 |
|      | DAV  | Catalunya           | Manel Valle Estefanell (Valle)             | Cadis CF                    | 1985-1986 |
|      | DAV  | Catalunya           | Esteve Corominas Franch (Corominas)        | CD Banyoles                 | 1985-1986 |
|      | DAV  | Catalunya           | Antonio Cañizares Bernal (Cañizares)       | UD Salamanca                | 1986-1987 |
|      | DAV  | Catalunya           | Albert Forcadell Martí (Forcadell)         | RCD Espanyol                | 1986-1987 |
|      | DAV  | País Basc           | Juan Antonio Mentxaka Lorente (Mentxaka)   | RCD Espanyol                | 1986-1987 |
|      | DAV  | Comunitat de Madrid | Pedro Valdominos Horche (Valdominos)       | Reial Betis                 | 1986-1987 |
|      | DAV  | Argentina           | Néstor Alfredo Alfonso (Néstor)            | Independiente de Avellaneda | 1986-1987 |
|      | DAV  | Brasil              | Ricardo Gallo Ramalho (Gallo)              | Fluminense FC               | 1986-1987 |

Llegenda:  ·   Capità  ·   Juvenil  ·   Lesionat  ·   Altes  ·   Passaport europeu  ·   Extracomunitari  ·   Extracomunitari sense restricció
| Baixes                    | Destinació     |
| Joan Duran Juanola        | CD Blanes      |
| Xavier Fabregó Serra      | Girona FC      |
| Antoni Font Bosch         |                |
| Joaquín García Lara       | CFJ Mollerussa |
| Juan Luque López          | CD Banyoles    |
| Juan José Requena Cervera | CD Blanes      |
| Pere Vilarrodà Buxeda     | CD Banyoles    |

## Resultats
| Amistosos |

| 30 juliol 1986 | EDS Montluçon | 0 – 1              | UE Figueres | Montluçon                  |  |
|                |               | El Mundo Deportivo |             | Camp de futbol municipal · |  |

| 2 agost 1986 | CO Le Puy | 1 – 2   | UE Figueres                 | Le Puy-en-Velay            |  |
|              | ? 44'     | El Punt | 46' Duran · 60' (p.) Bayona | Camp de futbol municipal · |  |

| 7 agost 1986                   | Girona FC | 0 – 4           | UE Figueres                                                  | Girona                                                |  |
| 21:15 XVII Torneig Costa Brava |           | Mundo Deportivo | 7' (p.) Valor · 30' Gratacós · 42' Forcadell · 47' Cañizares | Estadi Municipal de Montilivi · Pere Estudillo Güil · |  |

| 14 agost 1986                               | UE Olot | 0 – 1   | UE Figueres  | Banyoles                              |  |
| 22:15 XVIII Torneig de l'Estany - Semifinal |         | El Punt | 61' Valentín | Nou Municipal de Banyoles · Galiano · |  |

| 16 agost 1986                           | FC Barcelona B  | 1 – 6           | UE Figueres                                                  | Banyoles                                      |  |
| 22:15 XVIII Torneig de l'Estany - Final | López-López 55' | Mundo Deportivo | 24' 32' 43' Cuevas · 51' (p.p.) Endrino · 60' (p.) 62' Valor | Nou Municipal de Banyoles · Albert Teixidor · |  |

| 18 agost 1986                                   | Nàstic de Tarragona                             | 1 – 1 (pp.)     | UE Figueres                                      | Tarragona                                        |                                                  |
| XIII Torneig Nostra Catalunya - Semifinal       | Ramis 61'                                       | Mundo Deportivo | 30' Valdominos                                   | Nou Estadi de Tarragona · Luque Ruiz ·           |                                                  |
|                                                 |                                                 | Tanda de penals |                                                  |                                                  |                                                  |
| Cunillera · Domínguez · Garriga · Eloy · Parejo | Cunillera · Domínguez · Garriga · Eloy · Parejo | 4 – 3           | Bayona · Gratacós · Cañizares · Boada · Mentxaca | Bayona · Gratacós · Cañizares · Boada · Mentxaca | Bayona · Gratacós · Cañizares · Boada · Mentxaca |

| 25 agost 1986                            | UE Figueres                                  | 3 – 1           | FC Barcelona | Figueres                                                       |  |
| 20:00 Amistós de presentació a Vilatenim | Cuevas 19' · Valor 41' (p.) · Valdominos 48' | Mundo Deportivo | 86' Nahim    | Municipal de Vilatenim · 9.472 espectadors · Rafael Aparicio · |  |

| 5 maig 1987 | FC Barcelona        | 3 – 1           | UE Figueres   | Barcelona                           |  |
|             | Schuster 1' 24' 36' | Mundo Deportivo | Cañizares 33' | Miniestadi · Carlos José Torrisco · |  |

| Copa del Rei |

| 17 setembre 1986 | CE Manresa                                                                    | 6 – 2           | UE Figueres                   | Manresa                                           |  |
| 21:00 1a ronda   | Martínez 19' (p.) · Busuldu 37' · Marcuello 40' 60' · Massafret 70' · Riu 78' | Mundo Deportivo | 61' Valdominos · 82' Valentín | Nou Estadi Municipal Congost · Juan Capó Olivés · |  |

| Segona Divisió A |

| 30 agost 1986 | Reial Madrid B   | 1 – 1           | UE Figueres  | Madrid                                                                 |  |
| Jornada 1     | Pachi Alonso 28' | Mundo Deportivo | 22' Valentín | Estadi Santiago Bernabéu · 8.000 espectadors · Bartolomé Riera Morro · |  |

| 6 setembre 1986 | UE Figueres | 0 – 1           | València CF               | Figueres                                                          |  |
| Jornada 2       |             | Mundo Deportivo | 22' Quique Sánchez Flores | Municipal de Vilatenim · 9.000 espectadors · Rafael Díaz Agüero · |  |

| 10 setembre 1986 | Celta de Vigo    | 2 – 0           | UE Figueres | Vigo                                                            |  |
| Jornada 3        | Baltazar 14' 73' | Mundo Deportivo |             | Balaídos · 12.000 espectadors · José Enrique Rubio Valdivieso · |  |

| 14 setembre 1986 | UE Figueres                             | 3 – 0           | Xerez CD | Figueres                                                                |  |
| Jornada 4        | Cuevas 31' · Bayona 35' · Cañizares 54' | Mundo Deportivo |          | Municipal de Vilatenim · 8.000 espectadors · Emilio Fernández Terente · |  |

| 21 setembre 1986 | Rayo Vallecano | 1 – 2           | UE Figueres      | Madrid                                                             |  |
| Jornada 5        | Soto 10'       | Mundo Deportivo | 20' 62' Valentín | Estadi Teresa Rivero · 8.000 espectadors · José Ángel Paz García · |  |

| 28 setembre 1986 | UE Figueres    | 1 – 1           | Elx CF             | Figueres                                                        |  |
| Jornada 6        | Valdominos 35' | Mundo Deportivo | 86' (p.) Trobbiani | Municipal de Vilatenim · 8.000 espectadors · Manuel Díaz Vega · |  |

| 4 octubre 1986 | Bilbao Athletic           | 2 – 1           | UE Figueres     | Bilbao                                                    |  |
| Jornada 7      | Ayúcar 15' · De Diego 19' | Mundo Deportivo | Bayona 78' (p.) | San Mamés · 1.500 espectadors · Rafael Moreda Alejandre · |  |

| 8 octubre 1986 | UE Figueres                        | 3 – 0           | Sestao SC | Figueres                                                            |  |
| Jornada 8      | Valdominos 32' 67' · Forcadell 54' | Mundo Deportivo |           | Municipal de Vilatenim · 5.000 espectadors · Segundo Bello Blanco · |  |

| 12 octubre 1986 | FC Barcelona B                                  | 3 – 1           | UE Figueres     | Barcelona                                                 |  |
| Jornada 9       | Corbalán 24' · Villarroya 83' · López López 90' | Mundo Deportivo | Bayona 67' (p.) | Miniestadi · 13.000 espectadors · Leonardo Esteban Díaz · |  |

| 19 octubre 1986 | UE Figueres                                                                | 5 – 1           | CE Castelló  | Figueres                                                               |  |
| Jornada 10      | Valentín 22' · Martínez 35' · Valdominos 64' · Mentxaka 83' · Gratacós 88' | Mundo Deportivo | Cruselles 7' | Municipal de Vilatenim · 6.000 espectadors · Vicente Sánchez Cazorla · |  |

| 26 octubre 1986 | Cartagena FC                            | 2 – 4           | UE Figueres                                               | Cartagena                                                             |  |
| Jornada 11      | Paco Sánchez 44' · Andrés Fernández 60' | Mundo Deportivo | 26' (p.) Bayona · 29' Cuevas · 67' Duran · 73' Valdominos | Estadi El Almarjal · 5.000 espectadors · Jesús Sánchez-Marín Enciso · |  |

| 2 novembre 1986 | UE Figueres                          | 3 – 1           | Reial Oviedo | Figueres                                                                |  |
| Jornada 12      | Valdominos 27' 58' · Bayona 88' (p.) | Mundo Deportivo | Blanco 66'   | Municipal de Vilatenim · 6.000 espectadors · Manuel Álvarez Margüenda · |  |

| 9 novembre 1986 | Deportivo de La Coruña  | 2 – 2           | UE Figueres                         | La Corunya                                                           |  |
| Jornada 13      | Celeiro 48' · Traba 85' | Mundo Deportivo | 57' Valdominos · 65' (p.p.) Portela | Estadi de Riazor · 10.000 espectadors · José Antonio García Prieto · |  |

| 16 novembre 1986 | UE Figueres               | 2 – 1           | Hèrcules CF  | Figueres                                                         |  |
| Jornada 14       | Valle 74' · Forcadell 84' | Mundo Deportivo | Orbegozo 85' | Municipal de Vilatenim · 6.000 espectadors · Tomás Pino Casado · |  |

| 23 novembre 1986 | Recreativo de Huelva | 1 – 1           | UE Figueres | Huelva                                                                 |  |
| Jornada 15       | Alzugaray 88'        | Mundo Deportivo | 75' Bayona  | Estadi de Colombino · 5.000 espectadors · Francisco Ceballos Borrego · |  |

| 7 desembre 1986 | UE Figueres | 1 – 2           | CD Logroñés                        | Figueres                                                                      |  |
| Jornada 16      | Valle 44'   | Mundo Deportivo | 66' Albisbeascoechea · 75' Latapia | Municipal de Vilatenim · 9.000 espectadors · José Antonio Delgado Santacruz · |  |

| 14 desembre 1986 | CD Málaga | 0 – 1           | UE Figueres | Màlaga                                                     |  |
| Jornada 17       |           | Mundo Deportivo | 64' Valor   | La Rosaleda · 12.000 espectadors · Bartolomé Riera Morro · |  |

| 17 desembre 1986 | UE Figueres                    | 3 – 1           | Reial Madrid B | Figueres                                                             |  |
| Jornada 18       | Forcadell 40' 51' · Cuevas 89' | Mundo Deportivo | 70' Povlsen    | Municipal de Vilatenim · 8.000 espectadors · Amador García Delgado · |  |

| 21 desembre 1986 | València CF  | 1 – 0           | UE Figueres | València                                                            |  |
| Jornada 19       | Subirats 17' | Mundo Deportivo |             | Estadi de Mestalla · 25.000 espectadors · Manuel Abucide Ferreiro · |  |

| 28 desembre 1986 | UE Figueres | 0 – 2           | Celta de Vigo                         | Figueres                                                            |  |
| Jornada 20       |             | Mundo Deportivo | 52' Vicente Álvarez · 68' Pichi Lucas | Municipal de Vilatenim · 9.000 espectadors · Eduardo Vidal Torres · |  |

| 4 gener 1987 | Xerez CD | 1 – 0           | UE Figueres | Jerez de la Frontera                                     |  |
| Jornada 21   | Boro 10' | Mundo Deportivo |             | Estadi Domecq · 7.000 espectadors · Rafael Díaz Agüero · |  |

| 11 gener 1987 | UE Figueres | 0 – 0           | Rayo Vallecano | Figueres                                                                   |  |
| Jornada 22    |             | Mundo Deportivo |                | Municipal de Vilatenim · 4.000 espectadors · Juan Luis Garagorri Lángara · |  |

| 18 gener 1987 | Elx CF          | 1 – 1           | UE Figueres    | Elx                                                                    |  |
| Jornada 23    | Pedro Pablo 30' | Mundo Deportivo | 49' Valdominos | Estadi Martínez Valero · 15.000 espectadors · Fernando Sosa Saavedra · |  |

| 25 gener 1987 | UE Figueres  | 1 – 1           | Bilbao Athletic | Figueres                                                                 |  |
| Jornada 24    | Mentxaka 61' | Mundo Deportivo | 59' Mendiguren  | Municipal de Vilatenim · 7.000 espectadors · José Luis Carcelén García · |  |

| 31 gener 1987 | Sestao SC              | 2 – 0           | UE Figueres | Sestao                                                      |  |
| Jornada 25    | Aitor Martínez 18' 33' | Mundo Deportivo |             | Las Llanas · 25.000 espectadors · Ricardo Alfonso Álvarez · |  |

| 8 febrer 1987 | UE Figueres | 0 – 0           | FC Barcelona B | Figueres                                                               |  |
| Jornada 26    |             | Mundo Deportivo |                | Municipal de Vilatenim · 7.000 espectadors · Fernando Tresaco Gracia · |  |

| 15 febrer 1987 | CE Castelló | 1 – 0           | UE Figueres | Castelló de la Plana                                                |  |
| Jornada 27     | Fontana 5'  | Mundo Deportivo |             | Estadi Javier Marquina · 5.000 espectadors · Segundo Bello Blanco · |  |

| 22 febrer 1987 | UE Figueres    | 1 – 1           | Cartagena FC       | Figueres                                                            |  |
| Jornada 28     | Valdominos 26' | Mundo Deportivo | 60' Pablo de Lucas | Municipal de Vilatenim · 4.000 espectadors · Eduardo Villena Peña · |  |

| 1 març 1987 | Reial Oviedo | 1 – 0           | UE Figueres | Oviedo                                                                 |  |
| Jornada 29  | Marcucci 18' | Mundo Deportivo |             | Estadi Carlos Tartiere · 12.000 espectadors · Federico Pérez Gallego · |  |

| 8 març 1987 | UE Figueres | 1 – 1           | Deportivo de La Coruña | Figueres                                                                 |  |
| Jornada 30  | Guitart 73' | Mundo Deportivo | 87' Celeiro            | Municipal de Vilatenim · 7.000 espectadors · Antonio Jesús López Nieto · |  |

| 15 març 1987 | Hèrcules CF                             | 2 – 0           | UE Figueres | Alacant                                                          |  |
| Jornada 31   | Corchado 15' · Juan Carlos Ferrando 45' | Mundo Deportivo |             | Estadi José Rico Pérez · 10.000 espectadors · Manuel Díaz Vega · |  |

| 22 març 1987 | UE Figueres | 0 – 2           | Recreativo de Huelva | Figueres                                                                  |  |
| Jornada 32   |             | Mundo Deportivo | 29' 49' Manolo Peña  | Municipal de Vilatenim · 5.000 espectadors · Francisco Ceballos Borrego · |  |

| 25 març 1987 | CD Logroñés | 1 – 0           | UE Figueres | Logronyo                                                          |  |
| Jornada 33   | Martín 40'  | Mundo Deportivo |             | Estadi Las Gaunas · 7.000 espectadors · Ricardo Alfonso Álvarez · |  |

| 5 abril 1987 | UE Figueres    | 1 – 1           | CD Málaga   | Figueres                                                                      |  |
| Jornada 34   | Valdominos 10' | Mundo Deportivo | 18' Paquito | Municipal de Vilatenim · 6.000 espectadors · José Manuel Andradas Asurmendi · |  |

| Segona Divisió A Grup B (playoff descens a Segona Divisió B) |

| 12 abril 1987 | UE Figueres                                                        | 6 – 1           | Cartagena FC | Figueres                                                                    |  |
| Jornada 35    | Valentín 5' 29' · Guitart 35' · Valdominos 48' 87' · Forcadell 59' | Mundo Deportivo | 65' Santís   | Municipal de Vilatenim · 4.000 espectadors · Teodosio Hernández Velázquez · |  |

| 18 abril 1987 | Reial Madrid B  | 1 – 2           | UE Figueres                    | Madrid                                                                |  |
| Jornada 36    | Losada 44' (p.) | Mundo Deportivo | 48' (p.) Martínez · 63' Bayona | Estadi Santiago Bernabéu · 3.000 espectadors · Segundo Bello Blanco · |  |

| 3 maig 1987 | UE Figueres   | 1 – 0           | FC Barcelona B | Figueres                                                                  |  |
| Jornada 37  | Forcadell 80' | Mundo Deportivo |                | Municipal de Vilatenim · 4.000 espectadors · José Antonio García Prieto · |  |

| 10 maig 1987 | Reial Oviedo | 0 – 2           | UE Figueres                       | Oviedo                                                               |  |
| Jornada 38   |              | Mundo Deportivo | 75' Forcadell · 78' (p.) Martínez | Estadi Carlos Tartiere · 10.000 espectadors · Antonio Flores Muñoz · |  |

| 17 maig 1987 | UE Figueres                  | 3 – 1           | Xerez CD  | Figueres                                                              |  |
| Jornada 39   | Valentín 20' 48' · Gallo 50' | Mundo Deportivo | 3' Torres | Municipal de Vilatenim · 3.000 espectadors · Fernando Sosa Saavedra · |  |

| 24 maig 1987 | Cartagena FC   | 2 – 1           | UE Figueres    | Cartagena                                                            |  |
| Jornada 40   | Santís 17' 22' | Mundo Deportivo | 69' Valdominos | Estadi El Almarjal · 5.000 espectadors · Fernando Julio Sáez Dahan · |  |

| 31 maig 1987 | UE Figueres  | 1 – 1           | Reial Madrid B | Figueres                                                                |  |
| Jornada 41   | Mentxaka 20' | Mundo Deportivo | 47' Losada     | Municipal de Vilatenim · 4.000 espectadors · Emilio Fernández Terente · |  |

| 7 juny 1987 | FC Barcelona B                                                 | 3 – 0           | UE Figueres | Barcelona                                                     |  |
| Jornada 42  | Martín Domínguez 12' (p.) · Alejo Indias 55' · López López 66' | Mundo Deportivo |             | Miniestadi · 7.000 espectadors · José Antonio García Prieto · |  |

| 13 juny 1987 | UE Figueres                                             | 3 – 0           | Reial Oviedo | Figueres                                                                     |  |
| Jornada 43   | Bayona 22' (p.) · Valentín 60' · Luis Manuel 89' (p.p.) | Mundo Deportivo |              | Municipal de Vilatenim · 3.000 espectadors · José Enrique Rubio Valdivieso · |  |

| 20 juny 1987 | Xerez CD                           | 4 – 1           | UE Figueres  | Jerez de la Frontera                                                 |  |
| Jornada 44   | Boro 3' 9' · Rivas 36' · Tomás 75' | Mundo Deportivo | 49' Martínez | Estadi Domecq · 1.500 espectadors · Ernesto Daniel de Burgos Núñez · |  |

## Classificació
| Pos.                                                  | Equip                  | J  | G  | E  | P  | GF | GC | DG  | pts. |
| ----------------------------------------------------- | ---------------------- | -- | -- | -- | -- | -- | -- | --- | ---- |
| 1r                                                    | València CF            | 44 | 24 | 9  | 11 | 67 | 36 | +31 | 57   |
| 2n                                                    | CD Logroñés            | 44 | 22 | 10 | 12 | 59 | 43 | +16 | 54   |
| 3r                                                    | Celta de Vigo          | 44 | 23 | 8  | 13 | 71 | 41 | +30 | 54   |
| 4t                                                    | Sestao SC              | 44 | 19 | 14 | 11 | 47 | 27 | +20 | 52   |
| 5è                                                    | Deportivo de La Coruña | 44 | 19 | 13 | 12 | 58 | 47 | +11 | 51   |
| 6è                                                    | Recreativo de Huelva   | 44 | 23 | 4  | 17 | 66 | 56 | +10 | 50   |
| 7è                                                    | Elx CF                 | 44 | 17 | 14 | 13 | 45 | 43 | +2  | 48   |
| 8è                                                    | CE Castelló            | 44 | 16 | 12 | 16 | 44 | 52 | -8  | 44   |
| 9è                                                    | Rayo Vallecano         | 44 | 12 | 17 | 15 | 40 | 44 | -4  | 41   |
| 10è                                                   | CD Málaga              | 44 | 12 | 16 | 16 | 57 | 57 | 0   | 40   |
| 11è                                                   | Hèrcules CF            | 44 | 16 | 9  | 19 | 55 | 56 | -1  | 41   |
| 12è                                                   | Bilbao Athletic        | 44 | 14 | 11 | 19 | 61 | 75 | -14 | 39   |
| 13è                                                   | FC Barcelona B         | 44 | 16 | 10 | 18 | 56 | 58 | -2  | 42   |
| 14è                                                   | UE Figueres            | 44 | 15 | 12 | 17 | 59 | 53 | +6  | 42   |
| 15è                                                   | Cartagena FC           | 44 | 14 | 14 | 16 | 52 | 67 | -15 | 42   |
| 16è                                                   | Reial Oviedo           | 44 | 13 | 14 | 17 | 50 | 64 | -14 | 40   |
| 17è                                                   | Reial Madrid B         | 44 | 11 | 11 | 22 | 49 | 71 | -22 | 33   |
| 18è                                                   | Xerez CD               | 44 | 5  | 12 | 27 | 32 | 78 | -46 | 22   |
| En verd, els equips que ascendiren a Primera Divisió. |                        |    |    |    |    |    |    |     |      |

## Estadístiques individuals
| Jugador                        | P. | T. | S. | M.   | G. | TG | TV |
| ------------------------------ | -- | -- | -- | ---- | -- | -- | -- |
| Joaquim Ferrer Sala            | 27 | 27 | 0  | 2363 | 0  | 0  | 0  |
| Francesc Boix Cubiña           | 18 | 17 | 1  | 1597 | 0  | 0  | 0  |
| Josep Maria Soldevila Teixidor | 0  | 0  | 0  | 0    | 0  | 0  | 0  |
| Jordi Codina Güell Russet      | 11 | 8  | 3  | 715  | 0  | 3  | 0  |
| Francisco Valor Medina         | 14 | 9  | 5  | 1022 | 1  | 1  | 0  |
| Emili Giralt Castellà          | 14 | 13 | 1  | 1110 | 0  | 4  | 0  |
| Francesc Guitart Sáez          | 41 | 40 | 1  | 3633 | 2  | 2  | 0  |
| Patxi Bolaños Carcelén         | 29 | 26 | 3  | 2249 | 0  | 5  | 2  |
| Arturo Pérez Medina            | 36 | 36 | 0  | 3179 | 0  | 9  | 1  |
| Albert Valentín Escolano       | 37 | 36 | 1  | 3169 | 9  | 11 | 0  |
| Pere Gratacós Boix             | 38 | 37 | 1  | 3329 | 1  | 7  | 0  |
| Josep Duran Pagès              | 29 | 26 | 1  | 2153 | 1  | 5  | 1  |
| Francisco Javier Bayona Ruiz   | 37 | 29 | 8  | 2917 | 8  | 1  | 0  |
| Francisco Martínez Díaz        | 34 | 34 | 0  | 2774 | 4  | 2  | 2  |
| Josep Boada Vidal              | 15 | 6  | 9  | 652  | 0  | 0  | 0  |
| Juan Antonio Mentxaka Lorente  | 41 | 39 | 2  | 3227 | 3  | 6  | 0  |
| Pedro Valdominos Horche        | 40 | 38 | 2  | 3352 | 14 | 9  | 1  |
| Antonio Cuevas Escribano       | 28 | 24 | 4  | 1813 | 3  | 6  | 1  |
| Albert Forcadell Martí         | 27 | 18 | 9  | 1697 | 7  | 3  | 0  |
| Ricardo Gallo Ramalho          | 15 | 8  | 7  | 802  | 1  | 3  | 0  |
| Antonio Cañizares Bernal       | 17 | 5  | 12 | 664  | 1  | 1  | 0  |
| Manel Valle Estefanell         | 10 | 7  | 3  | 572  | 2  | 1  | 0  |
| Esteve Corominas Franch        | 7  | 0  | 7  | 218  | 0  | 0  | 0  |
| Néstor Alfredo Alfonso         | 5  | 1  | 4  | 179  | 0  | 0  | 0  |